# Ba Xuyên
Ba Xuyên is een voormalige provincie die is opgericht in 1956 door de regering van Zuid-Vietnam. De hoofdstad van de provincie was Khánh Hưng.
Ba Xuyên was ontstaan na de samenvoeging van de provincies Bạc Liêu en Sóc Trăng. Op 8 september 1964 werd de oude provincie Bạc Liêu weer in ere hersteld. Vanaf 16 september 1968 behoorde het district Kế Sách van de provincie Phong Dinh bij Ba Xuyên. In 1976 is de provincie Ba Xuyên samengevoegd met de provincie Phong Dinh tot de provincie Hậu Giang.